# Toi Toi Cup 2014-2015
Navigation
2013-2014 2015-2016
La Toi Toi Cup 2014-2015 a lieu du 27 septembre 2014 à Loštice au 10 janvier 2015 à Slaný. Elle comprend huit manches masculines. Toutes les épreuves font partie du Calendrier de la saison de cyclo-cross masculine 2014-2015.

## Calendrier
| # | Date         | Course                       |
| - | ------------ | ---------------------------- |
| 1 | 27 septembre | Loštice                      |
| 2 | 4 octobre    | Louny                        |
| 3 | 11 octobre   | Uničov                       |
| 4 | 1er novembre | Hlinsko                      |
| 5 | 15 novembre  | Holé Vrchy                   |
| 6 | 6 décembre   | Kolín                        |
| 7 | 13 décembre  | Milovice                     |
| 8 | 10 janvier   | Slaný (championnat national) |

## Résultats
| # | Date         | Lieu                         | Vainqueur     | Deuxième       | Troisième      | Leader du classement général |
| - | ------------ | ---------------------------- | ------------- | -------------- | -------------- | ---------------------------- |
| 1 | 27 septembre | Loštice                      | Michael Boroš | Jakub Skála    | Adam Toupalik  | Michael Boroš                |
| 2 | 4 octobre    | Louny                        | Jakub Skála   | Michael Boroš  | Tomáš Paprstka | Michael Boroš Jakub Skála    |
| 3 | 11 octobre   | Uničov                       | Michael Boroš | Jakub Skála    | Vojtech Nipl   | Michael Boroš                |
| 4 | 1er novembre | Hlinsko                      | Jakub Skála   | Vojtech Nipl   | Tomáš Paprstka | Jakub Skála                  |
| 5 | 15 novembre  | Holé Vrchy                   | Vojtech Nipl  | Jakub Skála    | Michael Boroš  | Jakub Skála                  |
| 6 | 6 décembre   | Kolín                        | Jakub Skála   | Tomáš Paprstka | Michael Boroš  | Jakub Skála                  |
| 7 | 13 décembre  | Milovice                     | Michael Boroš | Jakub Skála    | Adam Toupalik  | Jakub Skála                  |
| 8 | 10 janvier   | Slaný (championnat national) | Adam Toupalik | Vojtech Nipl   | Michael Boroš  | Jakub Skála                  |

## Classement général
| Pos | Coureur          | Équipe                     | Points |
| --- | ---------------- | -------------------------- | ------ |
| 1   | Jakub Skála      | ČEZ Cyklo Team Tábor       | 233    |
| 2   | Michael Boroš    | ČEZ Cyklo Team Tábor       | 230    |
| 3   | Tomáš Paprstka   | Remerx-Merida Team Kolín   | 205    |
| 4   | Vladimír Kyzivát | Johnson Controls           | 201    |
| 5   | Emil Hekele      | Stevens Bikes-Emilio Sport | 186    |
| 6   | Matěj Lasák      | Max Cursor                 | 174    |
| 7   | Vojtěch Nipl     | Puskinak.cz                | 165    |
| 8   | Michal Malík     | Nilfisk Alto               | 163    |
| 9   | David Kníže      | Prodoli                    | 120    |
| 10  | Adam Ťoupalík    | BKCP-Powerplus             | 113    |